# Maurel & Prom
Maurel et Prom, «Морель э Прон»— французская нефтегазовая компания. Maurel et Prom была основана в 1831 году как судоходная компания, осуществлявшая перевозки между Францией и Западной Африкой, с 1998 года компания начала заниматься нефтегазодобычей. Контрольный пакет акций принадлежит индонезийской компании Pertamina. Ведёт добычу нефти в Габоне и Анголе, природного газа в Танзании, также работает в Нигерии, Венесуэле и Колумбии. Штаб-квартира расположена в VIII округе Парижа.

## История
Главную роль в создании компании сыграл Юбер Прон (Hubert Prom, 1807—1896), в 1822 году он основал торговое предприятие на острове Горе в Сенегале. В 1831 году к нему присоединился двоюродный брат, Хилэр Морель (Hilaire Maurel, 1808—1884), Так возникла компания H. Prom et Maurel. Компания перевозила товары между французским портом Бордо и сенегальским Сен-Луи. Основными товарами, вывозимыми из Сенегала, были индиго, гуммиарабик и арахис. К середине XIX века H. Prom et Maurel стала одной из самых крупных и влиятельных французских торговых компаний в Западной Африке: по её инициативе губернатором Сенегала был назначен генерал Федерб, она была крупнейшим акционером созданного в 1854 году Банка Сенегала. В конце XIX векакомпанию возглавил Эмиль Морель, в 1901 году он также стал президентом Банка Западной Африки, преемника Банка Сенегала.
В 1970 году Maurel et Prom прекратила морские перевозки из-за кризиса в отрасли и занялась агробизнесом (разведением птицы и рыбы), позже также добычей полезных ископаемых и заготовкой древесины. В 1995 году была поглощена компанией Électricité et Eaux de Madagascar, которую возглавлял Жан-Франсуа Энен (Jean-François Hénin). В 1999 году Maurel et Prom вновь стала самостоятельной компанией. Её до 2016 года возглавлял Энен
В 2001 году было открыто нефтяное месторождение Мбонди в Конго; в 2007 году оно было продано итальянской компании Eni. В 2002 году акции были размещены на бирже Euronext. В 2004—2005 годах компания начала работу в Габоне, Танзании, Колумбии и Венесуэле. В декабре 2009 года была куплена доля в нигерийской компании Seplat. В 2016 году основным акционером Maurel et Prom стала Pertamina. В 2018 году компания начала работу в Анголе и купила у Shell долю в месторождении Урданета-Оэсте (Urdaneta Oeste) в Венесуэле.
В 2023 году в Танзании была поглощена компания Wentworth Resources, владевшая долей в месторождении Мнази-Бэй; это увеличило долю Maurel et Prom в этом газовом месторождении до 80 %, но в начале 2024 года 20 % было продано танзанийский нефтегазовой компании Tanzania Petroleum Development Corporation.

## Деятельность
По состоянию на 2023 год доказанные запасы углеводородов (доля компании) составляли 182 млн баррелей в нефтяном эквиваленте. Суточная добыча составляла 28 тыс. баррелей.
Выручка компании за 2023 год составила 682 млн долларов США, из них 87 % пришлось на добычу нефти, 10 % — на добычу природного газа, 3 % — на геологоразведку. Основными странами по доле в выручке были Габон (73 %), Ангола (13 %) и Танзания (10 %).
Месторождения:
- Габон — Ezanga (нефть, добыча, доля 80 %); Kari и Nyanga-Mayombé (нефть, разведка, доля 100 %);
- Ангола — Bloc 3/05 (нефть, добыча, доля 20 %);
- Танзания — Mnazi Bay (газ, добыча и разведка, доля 65 %);
- Нигерия — доля 20 % в компании Seplat; блоки OML 4.38, OML 41, OML 283, OML 53, OML 40 (нефть, добыча, доля 40 %);
- Колумбия — Muisca и VSM-4 (нефть, разведка, доля 100 %);
- Венесуэла — Petroregional (Urdaneta Oeste) (нефть, добыча, доля 32 %);
- Италия — Fiume Tellaro (нефть и газ, разведка, доля 100 %).